# Brooke Rollins
Brooke Leslie Rollins (ur. 10 kwietnia 1972 w Glen Rose) – amerykańska prawniczka i działaczka polityczna związana z Partią Republikańską, w latach 2020–2021 pełniącą obowiązki dyrektora Rady Polityki Krajowej Stanów Zjednoczonych w pierwszym gabinecie prezydenta Stanów Zjednoczonych Donalda Trumpa, od 2021 roku prezydent i CEO organizacji America First Policy Institute, od 13 lutego 2025 roku sekretarz rolnictwa Stanów Zjednoczonych.

## Życiorys
Pochodzi z Glen Rose w stanie Teksas, w którym też dorastała.  Jest córką Helen Kerwin, która w 2024 roku została wybrana na członkinię Izby Reprezentantów stanu Teksas. Kształciła się na Texas A&M University, na którym w 1994 roku uzyskała stopień Bachelor of Science z rozwoju rolnictwa, a następnie ukończyła studia prawnicze na Uniwersytecie Teksańskim w Austin. W trakcie studiów na Texas A&M University pełniła funkcję przewodniczącej samorządu studenckiego, jako pierwsza kobieta w historii uczelni.
Po ukończeniu studiów, pełniła funkcję asystenta sędzi federalnej Barbary M. Lynn. Następnie pełniła liczne funkcje w administracji ówczesnego gubernatora Teksasu Ricka Perry’ego. W latach 2003–2018, kierowała Texas Public Policy Foundation, konserwatywnym think tankiem z siedzibą w Austin. Pod jej rządami TPPF rozrósł się z trzyosobowej lokalnej organizacji do zatrudniającej około 100 pracowników z całego kraju. 
W lutym 2018 roku objęła funkcję starszego doradcy do spraw inicjatyw międzyrządowych oraz technologicznych i jednocześnie członka Biura Innowacji Amerykańskich (Office of American Innovation)  w pierwszym gabinecie prezydenta Stanów Zjednoczonych Donalda Trumpa. W maju 2020 roku Trump mianował Rollins na p.o. dyrektora Rady Polityki Krajowej Stanów Zjednoczonych (United States Domestic Policy Council).
W grudniu 2020 roku, w następstwie przegranej Trumpa w wyborach prezydenckich w tym roku Brooke Rollins wraz z Larrym Kudlowem przygotowywała uruchomienie organizacji non-profit, która miała promować politykę Trumpa po opuszczeniu przez niego urzędu prezydenta USA. Organizacja ta została powołana do życia w kwietniu 2021 roku pod nazwą America First Policy Institute, a Rollins stanęła na jej czele jako prezydent i CEO. We wrześniu tego roku została z kolei jednym z liderów inicjatywy Save America Coalition, mającej na celu sprzeciw wobec przygotowanego przez administrację prezydenta USA Joego Bidena pakietu reform gospodarczych o wartości 3,5 biliona dolarów.
W listopadzie 2024 roku prezydent elekt Donald Trump ogłosił jej nominację na stanowisko sekretarza rolnictwa Stanów Zjednoczonych w swoim drugim gabinecie. 13 lutego 2025 roku Senat Stanów Zjednoczonych zatwierdził nominację Rollins na to stanowisko stosunkiem głosów 72–28, ponadto tego samego dnia odbyło się jej zaprzysiężenie na przedmiotowy urząd.

## Życie prywatne
Mieszka w Fort Worth (stan na okres zarządzania AFPI). Jest zamężna z Markiem Rollinsem, z którym ma czworo dzieci.